# Mogens Frey
Mogens Frey Jensen (ur. 2 lipca 1941 w Glostrup) – kolarz torowy i szosowy, dwukrotny medalista olimpijski oraz dwukrotny medalista torowych mistrzostw świata.

## Kariera
Pierwszy sukces w karierze Mogens Frey osiągnął w 1961 roku, kiedy na mistrzostwach krajów nordyckich zdobył srebrny medal w drużynowej jeździe na czas. Sześć lat później wystartował na torowych mistrzostwach świata w Amsterdamie, gdzie zdobył srebrny medal w indywidualnej rywalizacji amatorów, ulegając jedynie Gerardowi Bongersowi z Holandii. Kolejne trzy medale zdobył w 1968 roku. Najpierw wystąpił na igrzyskach olimpijskich w Meksyku, wspólnie z Gunnarem Asmussenem, Reno Olsenem, Perem Lyngemarkiem i Pederem Pedersenem zdobył złoty medal w drużynowym wyścigu na dochodzenie, a indywidualnie był drugi za Danielem Rébillardem z Francji. Ponadto na rozgrywanych w tym samym roku mistrzostwach świata w Montevideo zdobył indywidualnie złoty medal. Ostatnie trofeum wywalczył na szosowych mistrzostwach świata w Brnie w 1969 roku, gdzie razem z Leifem Mortensenem, Jørnem Lundem i Jørgenem Emilem Hansenem zajął trzecie miejsce w drużynowej jeździe na czas. W 1969 roku przeszedł na zawodowstwo, a rok później wygrał dziewiąty etap Tour de France. Ponadto wielokrotnie zdobywał medale torowych mistrzostw kraju, a w 1967 roku został mistrzem Danii w szosowym wyścigu ze startu wspólnego.